# ピエリア県

ピエリア県
Περιφερειακή ενότητα Πιερίας

ピエリア県（ピエリアけん、Πιερία / Pieria）は、ギリシャ共和国の中央マケドニア地方を構成する行政区（ペリフェリアキ・エノティタ）のひとつ。県都はカテリーニ（カテリニ）。

## 地理

### 位置・広がり
ピエリア県はマケドニア地方の南部に位置する、同地方最小の県である。県名は、古代のピエレス人に由来する。県の南および南西はラリサ県、西はコザニ県、北はイマティア県とそれぞれ接している。西部にはピエリア山脈が連なり、東部はテルマイコス湾に面している。ギリシア神話に登場するオルペウスやムーサの故郷とされるピレウス山や、神々が住まう地とされた国内最高峰のオリンポス山がある。
県内にはディオン、ピドナ、プラタモナスといった歴史的地域が多く存在する。
- ディオから見たオリンボス山
- プラタモナス海岸

### 気候
ピエリア県の気候は、主に夏が暑く、冬が涼しい地中海性気候である。しかし、県中央部や西部、ピエリア山脈、オリンボス山では、厳しい冬の気候となる。

### 主要な都市・集落
最大の都市はカテリニ（カテリーニ）。人口4000人以上の都市は以下の通り。
- カテリニ（Κατερίνη : カテリニ市） - 50,510人
- リトホロ（英語版）（Λιτόχωρο : ディオ＝オリンボス市） - 6,697人
- エギニオ（英語版）（Αιγίνιο : ピドナ＝コリンドロス市） -  4,280人
- レプトカリア（英語版）（Λεπτοκαρυά : ディオ＝オリンボス市） -  4,225人
- コリノス（英語版）（Κορινός : カテリニ市） - 4,054人

- カテリニ市街
- リトホロ
- パンテリモナス

## 歴史
古代のピエリア人 (Pieres) はトラキア系の人々で、ピニオス川河口とアリアクモン川の間で、オリンポス山の麓にあたる丘陵地や平地に居住していた。後にマケドニア王国、ローマ帝国、ビザンツ帝国の支配を経て、オスマン帝国の統治下に入った。1821年のギリシャ独立戦争においては、ピエリア県の住民もオスマン帝国に対して蜂起したものの、ギリシャ王国への編入は認められず、1913年のバルカン戦争で初めてギリシャ領となった。1947年までは、ピエリア県はテッサロニキ県の一部であり、1つの州を構成していた。ピエリア県がギリシャ領となってからは、農業や商業において経済的に発展した。希土戦争中には、小アジアのギリシャ人が多く移住し、ネア・トラペズンダ（『新トレペズンダ』）やネア・エフェス（『新エフェソス』）といった集落が、避難民たちによって建設された。またこの頃には道路が舗装され、カテリーニの町では電気が敷かれた。第二次世界大戦とギリシャ内戦の後、ピエリア県は再建されたが、県外へ移住する人々は多かった。1960年には県内全土に電気が通り、その後もインフラストラクチャー整備は進んだ。2007年には、豪雨による被害を受けた。

## 行政区画

ピエリア県

### 市（ディモス）
ピエリア県は、以下の自治体（ディモス、市）から構成される。人口は2001年国勢調査時点。
|   | 自治体名             | 綴り            | 政庁所在地    | 面積 Km² | 人口   |
| - | -------------------- | --------------- | ------------- | -------- | ------ |
| 1 | カテリニ             | Κατερίνη        | カテリニ (el) | 682.4    | 83,387 |
| 2 | ディオ＝オリンボス   | Δίο-Όλυμπος     | リトホロ (en) | 493.2    | 27,637 |
| 3 | ピドナ＝コリンドロス | Πύδνα-Κολινδρός | エギニオ (en) | 341.2    | 18,445 |

### 旧自治体（ディモティキ・エノティタ）

ピエリア県の旧自治体（1999年 - 2010年）

カリクラティス改革（2011年1月施行）以前の広域自治体（ノモス）としてのピエリア県（Νομός Πιερίας）は、以下の基礎自治体（ディモス）から構成されていた。改革後、旧自治体は新自治体（ディモス）を構成する行政区（ディモティキ・エノティタ）となっている。
|    | 旧自治体     | 綴り               | 政庁所在地              | 新自治体             |
| -- | ------------ | ------------------ | ----------------------- | -------------------- |
| 1  | カテリニ     | Κατερίνη           | カテリニ                | カテリニ             |
| 2  | エギニオ     | Αιγίνιο            | エギニオ                | ピドナ＝コリンドロス |
| 3  | 東オリンボス | Ανατολικός Όλυμπος | レプトカリア (el)       | ディオ＝オリンボス   |
| 4  | ディオ       | Δίο                | コンダリオティサ (el)   | ディオ＝オリンボス   |
| 5  | エラフィナ   | Ελαφίνα            | パレオ・ケラミディ (el) | カテリニ             |
| 6  | コリンドロス | Κολινδρός          | コリンドロス (el)       | ピドナ＝コリンドロス |
| 7  | コリノス     | Κορινός            | コリノス (el)           | カテリニ             |
| 8  | リトホロ     | Λιτόχωρο           | リトホロ                | ディオ＝オリンボス   |
| 9  | メトニ       | Μεθώνη             | マクリギアロス (en)     | ピドナ＝コリンドロス |
| 10 | パラリア     | Παραλία            | カリテア (el)           | カテリニ             |
| 11 | ペトラ       | Πέτρα              | ミリア (el)             | カテリニ             |
| 12 | ピエリオン   | Πιερίων            | リティニ (el)           | カテリニ             |
| 13 | ピドナ       | Πύδνα              | ピドナ                  | ピドナ＝コリンドロス |

- Διοικητική διαίρεση νομού Πιερίας (πρόγραμμα Καποδίστριας) - ピエリア県の自治体・集落一覧（1999年 - 2010年）

## 交通
- 国道1号線（欧州自動車道路E75号線）
- 国道13号線

## スポーツ
- ピエリコスFC